# Meles Zenawi
Meles Zenawi, nascut Legesse Zenawi Asres, (Adwa, 8 de maig de 1955 – 20 d'agost de 2012) fou un dictador etíop, president d'Etiòpia del 1991 al 1995 i primer ministre des del 1995 fins que morí el 20 d'agost del 2012. Des de 1985, va liderar el Front d'Alliberament del Poble de Tigre, i posteriorment va dirigir el partit del govern, el Front Democràtic Revolucionari del Poble Etíop. La seva mare era eritrea. Es va canviar el nom en honor d'un estudiant revolucionari executat el 1975 pel govern anterior.